# Hoofdklasse schaken 1979/80
In het Hoofdklasse-seizoen 1979-80 werd gestreden door tien teams van schaakverenigingen om het landskampioenschap van Nederland. Schaakvereniging Rotterdam, spelende onder haar sponsornaam Volmac, werd met Jan Timman, Raymond Keene, Max Euwe, John van der Wiel en Hans Böhm in de gelederen, landskampioen.
Gepromoveerd vanuit de Eerste Klasse waren Philidor Leiden en MEMO. MEMO debuteerde op het hoogste niveau. Beide promovendi wisten zich te handhaven.
Charlois Europoort en het Vereenigd Haarlems Schaakgenootschap daalden als negende en tiende team in de eindrangschikking af naar het tweede niveau.

## Eindstand[2]
| #   | Team                      | MP | BP  | 1. | 2. | 3. | 4. | 5. | 6. | 7. | 8. | 9. | 10. |
| --- | ------------------------- | -- | --- | -- | -- | -- | -- | -- | -- | -- | -- | -- | --- |
| 1.  | Volmac Rotterdam          | 15 | 63½ | -- | 5  | 7½ | 7½ | 8  | 6½ | 4½ | 8½ | 7  | 9   |
| 2.  | Eindhoven                 | 14 | 54  | 5  | -- | 7  | 4  | 5  | 5½ | 7  | 7½ | 7½ | 5½  |
| 3.  | Desisco/Watergraafsmeer   | 14 | 53½ | 2½ | 3  | -- | 6½ | 5½ | 7  | 7½ | 7  | 7½ | 7   |
| 4.  | Philidor Leeuwarden       | 11 | 47  | 2½ | 6  | 3½ | -- | 6  | 6½ | 6½ | 4½ | 5  | 6½  |
| 5.  | Elsevier/VAS              | 9  | 49  | 2  | 5  | 4½ | 4  | -- | 7  | 4½ | 8  | 6½ | 7½  |
| 6.  | Philidor Leiden           | 8  | 45  | 3½ | 4½ | 3  | 3½ | 3  | -- | 7  | 5½ | 7½ | 7½  |
| 7.  | Bussums Schaakgenootschap | 8  | 39  | 5½ | 3  | 2½ | 3½ | 5½ | 3  | -- | 7  | 3½ | 5½  |
| 8.  | MEMO                      | 6  | 34½ | 1½ | 2½ | 3  | 5½ | 2  | 4½ | 3  | -- | 5½ | 7   |
| 9.0 | Charlois/Europoort        | 3  | 34½ | 3  | 2½ | 2½ | 5  | 3½ | 2½ | 6½ | 4½ | -- | 4½  |
| 10. | VHS                       | 2  | 30  | 1  | 4½ | 3  | 3½ | 2½ | 2½ | 4½ | 3  | 5½ | --  |

### Legenda
|  | Landskampioen |
|  | Degradant     |

Eerste klasse

1920/21 · 1921/22 · 1922/23 · 1923/24 · 1924/25 · 1925/26 · 1926/27 · 1927/28 · 1928/29 · 1929/30 · 1930/31 · 1931/32 · 1932/33 · 1933/34 · 1934/35 · 1935/36 · 1936/37 · 1937/38 · 1938/39 · 1939/40 · 1940/41 · 1941/42
Hoofdklasse

1942/43 · 1943/44 · 1944/45 · 1945/46 · 1946/47 · 1947/48 · 
1948/49 · 1949/50 · 1950/51 · 1951/52 · 1952/53 · 1953/54 · 1954/55 · 1955/56 · 1956/57 · 1957/58 · 1958/59 · 1959/60 · 1960/61 · 1961/62 · 1962/63 · 1963/64 · 1964/65 · 1965/66 · 1966/67 · 1967/68 · 1968/69 · 1969/70 · 1970/71 · 1971/72 · 1972/73 · 1973/74 · 1974/75 · 1975/76 · 1976/77 · 1977/78 · 1978/79 · 1979/80 · 1980/81 · 1981/82 · 1982/83 · 1983/84 · 1984/85 · 1985/86 · 1986/87 · 1987/88 · 1988/89 · 1990/91 · 1991/92 · 1992/93 · 1993/94 · 1994/95 · 1995/96
Meesterklasse

1996/97 · 1997/98 · 1998/99 · 1999/00 · 2000/01 · 2001/02 · 2002/03 · 2003/04 · 2004/05 · 2005/06 · 2006/07 · 2007/08 · 2008/09 · 2009/10 · 2010/11 · 2011/12 · 2012/13 · 2013/14 · 2014/15 · 2015/16 · 2016/17 · 2017/18· 2018/19 · 2019/20 · 2020/21 · 2021/22 · 2022/23 · 2023/24 · 2024/25